# Autoretrat amb mico
Autoretrat amb mico (en castellà: Autorretrato con mono) és una obra de 1938 de la pintora mexicana Frida Kahlo, pertanyent a l'estil pictòric del neoimpressionisme tal com diverses de les seves obres.
Actualment es conserva al Buffalo AKG Art Museum de Buffalo a l'estat de Nova York. L'obra està pintada amb la tècnica de l'oli sobre masonita en un llenç que mesura 40'6 cm d'alçada i 30'5 cm de llargada. No obstant, l'obra ja emmarcada mesura 49'53 x 39'37 x 3'81 cm. La peça artística s'inclou entre els nombrosos autoretrats que Frida Kahlo va pintar per als seus amics i patrons.
L'autora compta amb gairebé 200 obres realitzades al llarg de la seva vida artística, un terç de les quals són autoretrats (unes 55 en total), com ara Autoretrat amb micos o La columna trencada. En una ocasió va declarar que li agradava pintar-se ella mateixa «perquè estic molt temps sola, i perquè sóc la persona que millor conec».

## Exposició
A l'octubre de 1938, Kahlo va tenir la seva primera exposició individual a la galeria de Julien Levy de Nova York. Entre la multitud d'espectadors, Anson Conger Goodyear, president del Museu d'Art Modern de Nova York, es va fixar en una de les pintures que volia per a la seva col·lecció: Fulang Chang i jo. Lamentablement, l'obra ja havia estat adquirida per Mary Schapiro Sklar, a la mateixa exposició. Així i tot, convençut de voler adquirir una obra de Frida Kahlo, li va comissionar un autoretrat similar. Una setmana després, l'artista mexicana ja havia creat, pintat i lliurat la seva nova obra Autoretrat amb mico.